# What Do You Want from Me (canción de Pink Floyd)
"What Do You Want from Me" es una canción de Pink Floyd incluida en su álbum de 1994, The Division Bell. Fue compuesta por Rick Wright, David Gilmour y su entonces novia (posteriormente esposa) Polly Samson. Se incluyó también en P·U·L·S·E, disco doble en vivo y recopilatorio publicado en 1995.

## Estructura de la canción y letras
La canción es una balada lenta. Tiene una introducción de batería, y posteriormente un solo de guitarra.
La canción habla de una pareja que está en una situación romántica, en la cual el hombre expresa su disposición por hacer lo imposible si hace falta.
La canción hace referencia al milagro de caminar sobre el agua.
El solo viene directamente de la canción "Raise My Rent", del primer álbum homónimo de David Gilmour en solitario.

## Personal
- David Gilmour - Guitarra, voz
- Richard Wright - Órgano, sintetizador
- Nick Mason - Batería
- Jon Carin - Teclado adicional
- Guy Pratt - Bajo